# لوکاش کلین
لوکاش کلین (اسلواکی: Lukáš Klein؛ زادهٔ ۲۲ مارس ۱۹۹۸) تنیس‌باز اهل اسلواکی است.